# Nothobranchius kardashevi
Nothobranchius kardashevi is een straalvinnige vissensoort uit de familie van de killivisjes (Nothobranchiidae). De wetenschappelijke naam van de soort is voor het eerst geldig gepubliceerd in 2012 door Valdesalici.